# Vikas Bahl
Vikas Bahl (New Delhi, 1971) è un produttore cinematografico, sceneggiatore e regista indiano.

## Filmografia parziale
Attore
- Aamir (2008)

Regista e sceneggiatore
- Chillar Party (2011)
- Queen (2014)
- Shaandaar (2015)

Regista
- Super 30 (2019)

Produttore
- Lootera (2013)
- Hasee Toh Phasee (2013)
- Ugly (2014)
- NH10 (2015)
- Hunterrr(2015)
- Tra la terra e il cielo (Masaan) (2015)
- Shaandaar (2015)
- Raman Raghav 2.0 (2016)
- Wrong Side Raju (2016)
- Udta Punjab (2016)
- Trapped (2017)
- Mukkabaaz (2018)
- High Jack (2018)
- Manmarziyaan (2018)

Produttore associato
- Aamir (2008)
- Welcome to Sajjanpur (2008)
- Dev.D (2009)
- Ex Terminators (2009)
- No One Killed Jessica (2011)
- Thank You (2011)

## Premi
- National Film Awards
  - 2011: "Best Screenplay", "Best Children's Film"
  - 2014: "Best Features Film in Hindi"
- Filmfare Awards
  - 2015: "Best Director"
- International Indian Film Academy Awards
  - 2015: "Best Director", "Best Screenplay", "Best Story"
- BIG Star Entertainment Awards
  - 2014: "Most Entertaining Film Director"
- Screen Awards
  - 2015: "Best Director", "Best Screenplay"
- Star Guild Awards
  - 2015: "Best Director", "Best Story", "Best Screenplay"
- Stardust Awards
  - 2014: "Best Director"